# Oberhaching
Oberhaching er en kommune i Landkreis München (Oberbayern), i den tyske delstat Bayern.

## Geografi
Oberhachingligger syd for München og øst for Grünwald. Mod syd grænser den til Sauerlach og Straßlach-Dingharting, mod nordøst ligger Taufkirchen og Unterhaching.
Kommunen Oberhaching omfatter de sammenvoksede småbyer Oberhaching, Deisenhofen og Furth, godset Laufzorn og i den sydlige del af kommunen bebyggelserne Kreuzpullach, Ödenpullach, Oberbiberg, Jettenhausen og Gerblinghausen.